# 12 del Doce
12 del Doce es una colección de doce cómics dirigida por el artista Fritz y guionizada por Rafael Marín, siendo cada historia ilustrada por un dibujante diferente. La historia de "12 del Doce" narra los acontecimientos históricos ocurridos en la ciudad de Cádiz desde la batalla de Trafalgar hasta la derogación de la Constitución de 1812 a manos de Fernando VII, abarcando un periodo cronológico que va desde 1805 hasta 1814. 

## Antecedentes
Entre 1979 y 1980 Rafael Marín mostró interés por contar la historia de su tierra a través de la historieta, y junto al dibujante Ángel Olivera realizó dos pequeños cómics sobre la historia de Andalucía y la vida del alcalde y revolucionario Fermín Salvochea, estando ambas obras patrocinadas por el Ayuntamiento de Cádiz. Poco después, la historia del Cádiz de la Guerra de la Independencia fue narrada brevemente como parte del cómic Historia de Cádiz (Roasa, 1983), que fue guionizado por el historiador Jorge Alonso García e ilustrada por el dibujante Luis Collado Coch. Tanto las dos obras de Marín como la de García comprimían excesiva información en muy pocas páginas, sacrificando la narrativa a favor de la inserción de datos, de tal modo que llegaron a ser criticadas por parecer "manuales de Historia ilustrados" y no cómics con una narración secuencial.

## Proyecto y desarrollo
En 2008, el dibujante Fritz presentó la idea de 12 del Doce a la Diputación Provincial de Cádiz, que andaba buscando proyectos para conmemorar el Bicentenario en 2012. Nunca antes la provincia de Cádiz había tenido un proyecto de cómic tan ambicioso.
Con Fritz como director de la colección y Rafael Marín como guionista, se pasó a seleccionar a diversos artistas de historieta españoles. Los álbumes de la colección, y sus dibujantes, son los siguientes:
| Número | Fecha de edición   | Título                   | Dibujo y color                                                                                      | Lugar y fecha en que transcurre               |
| ------ | ------------------ | ------------------------ | --------------------------------------------------------------------------------------------------- | --------------------------------------------- |
| 1      | 2009               | Trafalgar                | Mateo Guerrero (dibujante) y Javi Montes (colorista)                                                | Cádiz, octubre de 1805                        |
| 2      | 2009               | Solano                   | Alberto Foche (dibujante) y Emilio José Domínguez (colorista)                                       | Cádiz, mayo de 1808                           |
| 3      | 2009               | Con las bombas que tiran | Kalvellido, Olga Carmona, Francisco Asencio, Lola Garmont, Andi Rivas, Begoña F. Martín (dibujante) | Cádiz, 1808-1812                              |
| 4      | 2010               | Guerrilleros             | Sergio Bleda                                                                                        | Sierra de Cádiz, septiembre de 1810           |
| 5      | 2010               | Isla de León             | Jesús Méndez (dibujante) y Lola Garmont (colorista)                                                 | San Fernando, septiembre 1810-febrero 1811    |
| 6      | 2010               | Las Cuevas de María Moco | Antonio Romero (dibujante) y Lola Garmont (colorista)                                               | Bahía de Cádiz, algún momento entre 1808-1813 |
| 7      | 2011               | Pinar de los franceses   | Ángel Olivera                                                                                       | Chiclana, 5 de marzo de 1811                  |
| 8      | 2011               | Domingo de piñata        | Fritz                                                                                               | Cádiz, febrero de 1812                        |
| 9      | 2012               | Tertulias y Cortes       | Paco Nájera                                                                                         | Cádiz, marzo de 1812                          |
| 10     | 2012               | Viva la Pepa             | Olga Carmona (dibujante) y Aureo Lorenzo (colorista)                                                | Cádiz, 19 de marzo de 1812                    |
| 11     | Septiembre de 2012 | Moreno                   | Juan Luis Rincón (dibujante) y Lola Garmont (colorista)                                             | Cádiz, octubre de 1813 / Cádiz, 2012          |
| 12     | Diciembre de 2012  | El Deseado               | Aureo Lorenzo                                                                                       | Madrid, 1833                                  |

## Argumento
La serie de doce cómics repasará la historia de la Constitución de 1812, comenzando por la derrota de Trafalgar, y continuando después por la invasión napoleónica, la resistencia contra los franceses, las cortes, la proclamación de la Constitución y, finalmente, la abolición de las mismas por el rey Fernando VII.
A diferencia de otros cómics, Rafael Marín ha planeado contar la historia no solo desde el punto de vista de los grandes personajes históricos, sino también desde la perspectiva de la gente corriente, dando protagonismo a la gente de la calle.
Las historias son autoconclusivas, aunque algunos personajes van reapareciendo. Aunque cada historieta puede leerse independientemente, leídas todas de seguido conformarán un mosaico histórico.

### Volumen 1, Trafalgar
La trama sigue la derrota de la armada franco-española y de la ayuda que los gaditanos dan a los supervivientes españoles, franceses e ingleses indistintamente. Dicha ayuda se plasma en la protagonista, María, que pierde a su hijo en la batalla, pero a cambio el mar le devuelve a un joven grumete inglés al que salva de las fauces de la muerte.

### Volumen 11, Moreno
En el Cádiz del año 2012, un joven subsahariano que se dedica a la venta callejera huye de una redada policial. Una vez ha logrado ponerse a salvo, cae extenuado y tiene una ensoñación que le transporta al Cádiz de finales de 1813, cuando un brote de fiebre amarilla asola la ciudad y las Cortes se preparan para abandonar la ciudad. La historia se centra en Bernabé y Herminia, él un joven esclavo que sirve como criado de un diputado americano, ella una esclava doméstica de una acaudalada familia gaditana. A lo largo del cómic, además, se contempla el destino final de la mayoría de los personajes que han ido apareciendo a lo largo de la serie: el grumete inglés William, la prostituta Teresita, los buscavidas Sebastián y Chano, el señorito Evaristo, el guerrillero Chano y la señorita Clara; algunos encuentran un final feliz, el de otros no lo es tanto.

### Volumen 12, El Deseado
Fernando VII recorre los silenciosos pasillos de su palacio durante los últimos días de su reinado, contando a través de sus recuerdos sus esfuerzos para ocupar el trono de España: las conspiraciones contra su padre Carlos IV, su exilio en Francia y el retorno del absolutismo tras la experiencia liberal. La historia se nos narra desde su punto de vista, y aunque convencido de la justicia de todas sus decisiones, sus últimos momentos se ven salpicados por los fantasmas del futuro: desde las Guerras Carlistas hasta las protestas sociales actuales.

## Contenido histórico
Para asegurar que la colección no cae en errores ni se salta temas relevantes, los autores cuentan con la ayuda de un asesor histórico que, además de ayudarles con información, también escribe breves artículos sobre la época y su contexto, lo que permite al lector interesado profundizar un poco más en la historia.
El asesor de los doce números será el historiador y guionista José Joaquín Rodríguez.